# Ryszard Handke
Ryszard Handke (ur. 1 czerwca 1953 w Szczecinie) – polski dyrygent, profesor sztuk muzycznych, rektor Akademii Sztuki w Szczecinie w latach 2010–2016.

## Życiorys
Ukończył w 1968 szkołę średnią w Szczecinie, kształcił się łódzkim Ludowym Instytucie Muzycznym i Państwowej Szkole Muzycznej II stopnia w Szczecinie. W 1982 został absolwentem Akademii Muzycznej w Poznaniu. W okresie studiów był śpiewakiem Poznańskich Słowików.
Współpracował z różnymi chórami, w 1981 objął stanowisko kierownika artystycznego i dyrygenta Chóru Pomorskiej Akademii Medycznej. Był również dyrektorem artystycznym ds. chórów w oddziale Polskiego Związku Chórów i Orkiestr. Współpracował także z Teatrem Współczesnym w Szczecinie i Operą na Zamku w tym samym mieście.
Jako nauczyciel akademicki związany m.in. z Akademią Muzyczną im. Feliksa Nowowiejskiego w Bydgoszczy i szczecińską filią Akademii Muzycznej im. Ignacego Jana Paderewskiego w Poznaniu (jako kierownik Katedry Dyrygentury Chóralnej). W 2002 otrzymał tytuł profesora sztuk muzycznych. W 2010 po powołaniu Akademii Sztuki w Szczecinie (z połączenia Wydziału Edukacji Muzycznej Filii w Szczecinie Akademii Muzycznej w Poznaniu oraz Katedry Edukacji Artystycznej Wydziału Humanistycznego Uniwersytetu Szczecińskiego) objął stanowisko rektora nowej uczelni; funkcję tę pełnił do 2016.

## Odznaczenia
Odznaczony Krzyżem Kawalerskim Orderu Odrodzenia Polski (2016), a także Srebrnym (2001) i Złotym (2007) Krzyżem Zasługi.